# ルーカス・デジタル
ルーカス・デジタル（英: Lucas Digital）はアメリカにあるルーカスフィルム（ウォルト・ディズニー・スタジオ）の子会社であり、ルーカスフィルムの主要部門となっている。

## 概要
世界的に『スター・ウォーズシリーズ』や『インディ・ジョーンズ シリーズ』などのハリウッド映画知られているルーカスフィルムの子会社であるルーカス・デジタルは、主にスカイウォーカー・サウンドやインダストリアル・ライト&マジック（SFX・VFX製作会社）を所有している。
2012年には親会社であるルーカスフィルム社がウォルト・ディズニー・カンパニーによって買収され、ディズニー社傘下の部門となった。

## 主要部門
- スカイウォーカー・サウンド - 音響
- インダストリアル・ライト&マジック（ILM） - SFX・VFX製作会社